# Ari Uru-Eu-Wau-Wau
Ari Uru-Eu-Wau-Wau (Rondônia, ? - Jaru, 17 de abril de 2020) foi um ativista, professor e líder indígena brasileiro da etnia Uru-Eu-Wau-Wau/Jupaú, integrante da associação Guardiões da Floresta.

## Biografia
Ari morava na aldeia 621 Jaikara na Terra Indígena Uru-Eu-Wau-Wau, era irmão de Mandeí Uru-Eu-Wau-Wau e marido de Boroap Uru-Eu-Wau-Wu. Este foi conhecido por ser da equipe de vigilância Guardiões da Floresta no estado brasileiro de Rondônia, que protege o território indígena contra madeireiros e grileiros.
Em abril de 2020, foi assassinado pelo comerciante João Carlos da Silva (Guiga). O corpo do líder indígena foi encontrado no dia 17 de abril, na margem do km 12 da estrada estadual vicinal RO-010, distrito de Tarilândia (município brasileiro de Jaru, Rondônia), com sinais de espancamento.
A terra indígena Uru-Eu-Wau-Wau mede aproximadamente 1,9 milhão de hectares, um dos últimos grandes remanescentes de floresta no estado brasileiro de Rondônia, que abrange 12 municípios rondonienses e com maior área nos municípios de Guajará-Mirim e São Miguel do Guaporé. Uma área que ocorre crimes ambientais frequentes (madeireiros e grileiros).

## Homenagens
A luta de Ari Uru-Eu-Wau-Wau contra o desmatamento na região do Uru-Eu-Wau-Wau foi registrado no documentário “O Território”, vencedor do prêmio Emmy em 2023 na categoria “Mérito excepcional na produção de documentários” e no Festival Sundance de Cinema em duas categorias "Prêmio do Público" e "Prêmio Especial do Júri"; com produção executiva e roteiro da lider indígena Txai Suruí, direção do norteamericano Alex Pritz e, coprodução dos indígenas desta etnia. Em janeiro de 2023, esta luta também foi representada em um grafite de 600 m² no centro da cidade brasileira de São Paulo, feito pelo ativista e grafiteiro Mundano, que utilizou tinta à base de cinzas das queimadas que ocorreram na Amazônia e também da terra da região.

O documentário é baseado nos relatos do fotógrafo e liderança indígena Bitaté Uru-Eu-Wau-Wau e da indigenista Ivaneide Bandeira (Neidinha Suruí) da Associação de Defesa Etnoambiental Kanindé.